# Glacier Peak Wilderness

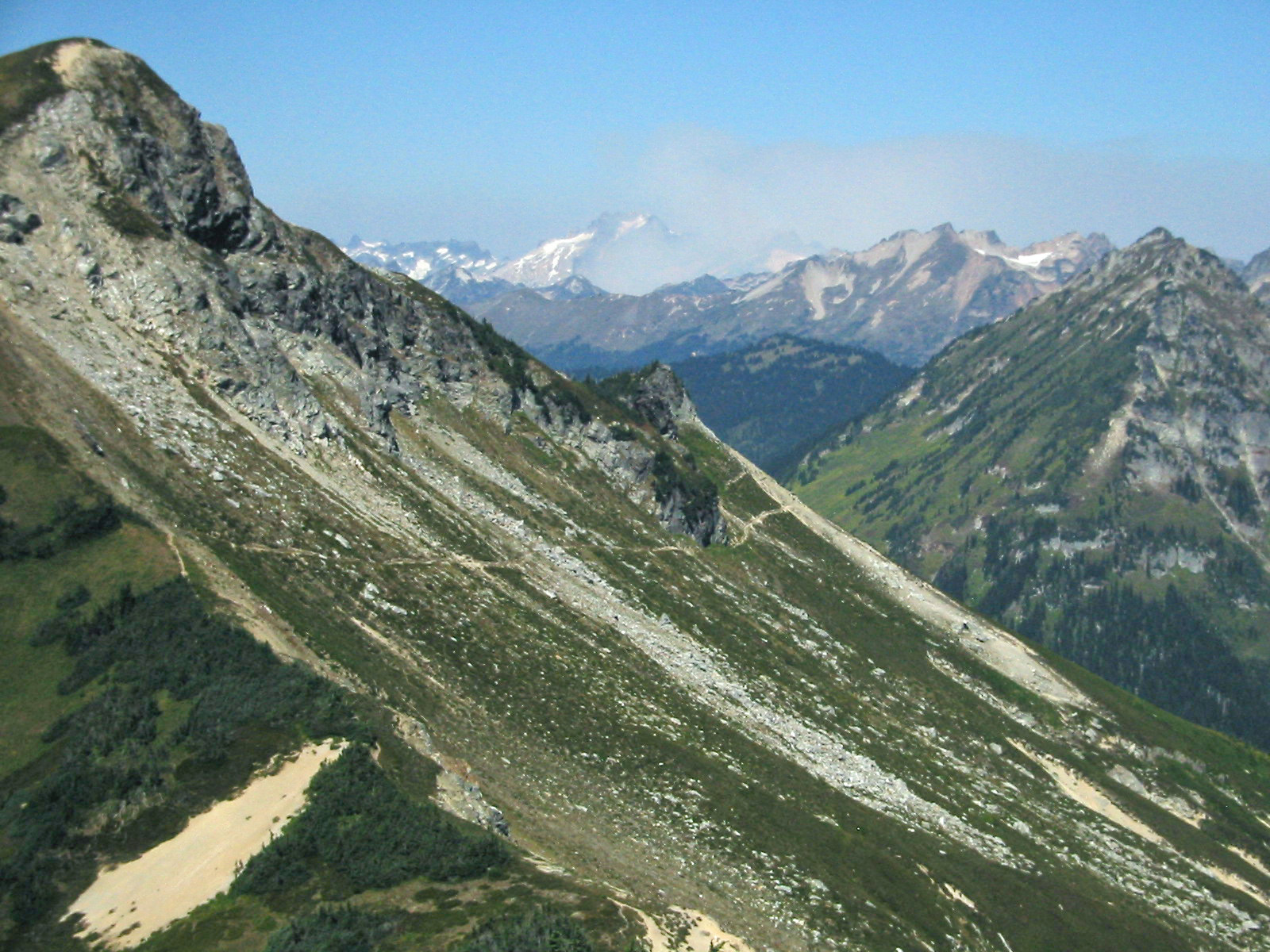
Szlak na Helmet Butte

Glacier Peak Wilderness – obszar chroniony w USA, w stanie Waszyngton. Park ma charakter rezerwatu, w którym obowiązuje zakaz używania samochodów i prowadzenia działalności innej niż naukowa i turystyczna. Park jest zarządzany przez Służbę Leśną (ang. Forest Service), federalną agencję podległą Departamentowi Rolnictwa Stanów Zjednoczonych.

## Położenie

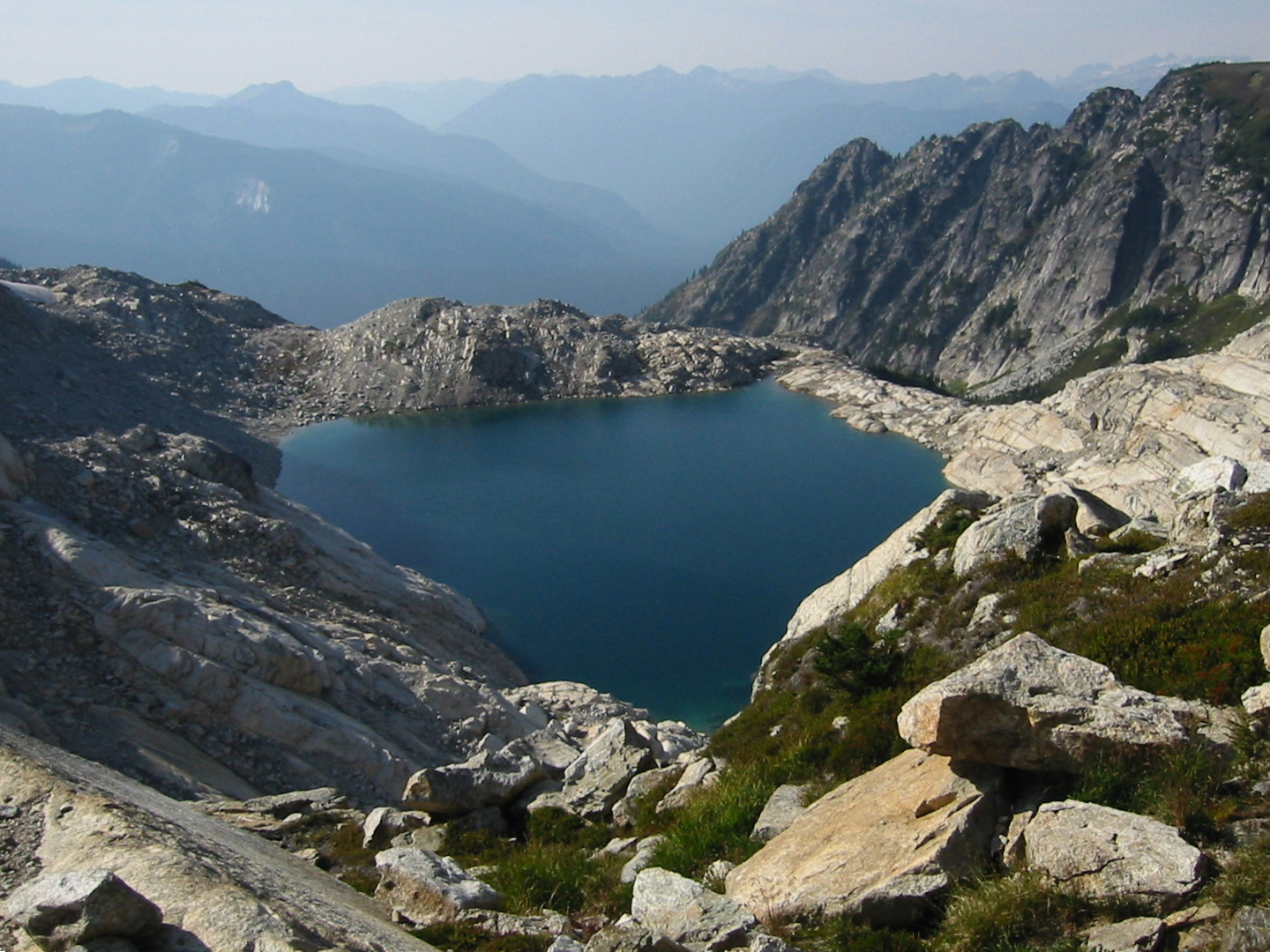
Widok na jezioro Triad i otaczające szczyty

Obszar chroniony zajmuje powierzchnię 2290,75 km² (566 057 akrów). Nazwa parku pochodzi od stratowulkanu Glacier Peak, będącego najwyższym szczytem w parku (3213 m n.p.m.). Ponadto na terenie parku znajduje się ponad 20 innych znaczących szczytów Gór Kaskadowych. Park obejmuje północny fragment tych gór w stanie Waszyngton, i mimo znacznych rozmiarów jest fragmentem większego obszaru chronionego, gdyż graniczy z dwoma innymi parkami: na północy ze Stephen Mather Wilderness oraz na południu z Henry M. Jackson Wilderness. Administracyjnie park znajduje się na terenie trzech hrabstw: Chelan, Snohomish i Skagit.

## Topografia

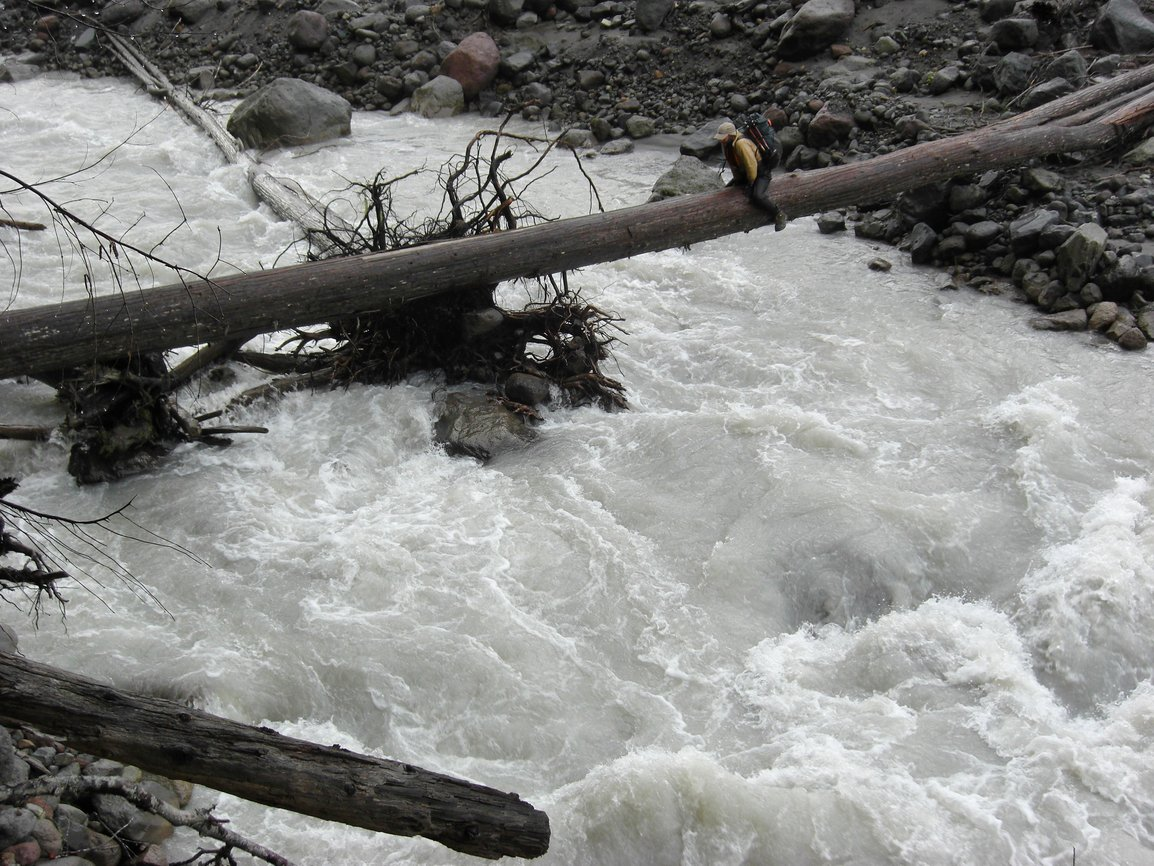
Przejście po przewróconym pniu przez rzekę Suiattle River

W kierunku północ-południe park ma 56 km (35 mil), wschód-zachód 32 km (20 mil). Teren parku ma bardzo urozmaiconą topografię. Gęste lasy sięgają do wysokości 1600–1800 m n.p.m. Powyżej jest strefa łąk a następnie turnie i szczyty. Z kilkunastu z nich spływają lodowce. Na terenie parku jest ponad 200 jezior, często wciąż bez nazwy, do których dostęp jest bardzo trudny. Na terenie parku jest ponad 720 km szlaków, o różnej skali trudności. Umożliwiają zdobycie około 140 szczytów. Ponadto jest olbrzymia ilość ścian wspinaczkowych, z których wiele przekracza 300 metrów wysokości. Przez park przebiega 60 milowy fragment szlaku wiodącego szczytami Gór Kaskadowych (ang. The Pacific Crest National Scenic Trail). Najbardziej słynny jest wysunięty na północ 15-milowy fragment szlaku, nazywany Trawersem Ptarmigan, łączący wspinaczkę skalną z wspinaczką po spływających lodowcach.

## Fauna
Na terenie parku z większych ssaków żyją niedźwiedzie grizzly oraz brunatne, a także rosomaki, wilki, kozły śnieżne, pumy płowe, rysie oraz różne gatunki z rodziny jeleniowatych. Jesienią nad rzekami można zaobserwować niedźwiedzie. Polują one na osiągające nawet 1 m długości łososie Clarka, które są najpowszechniej występującymi w parku rybami.

## Wybitne szczyty

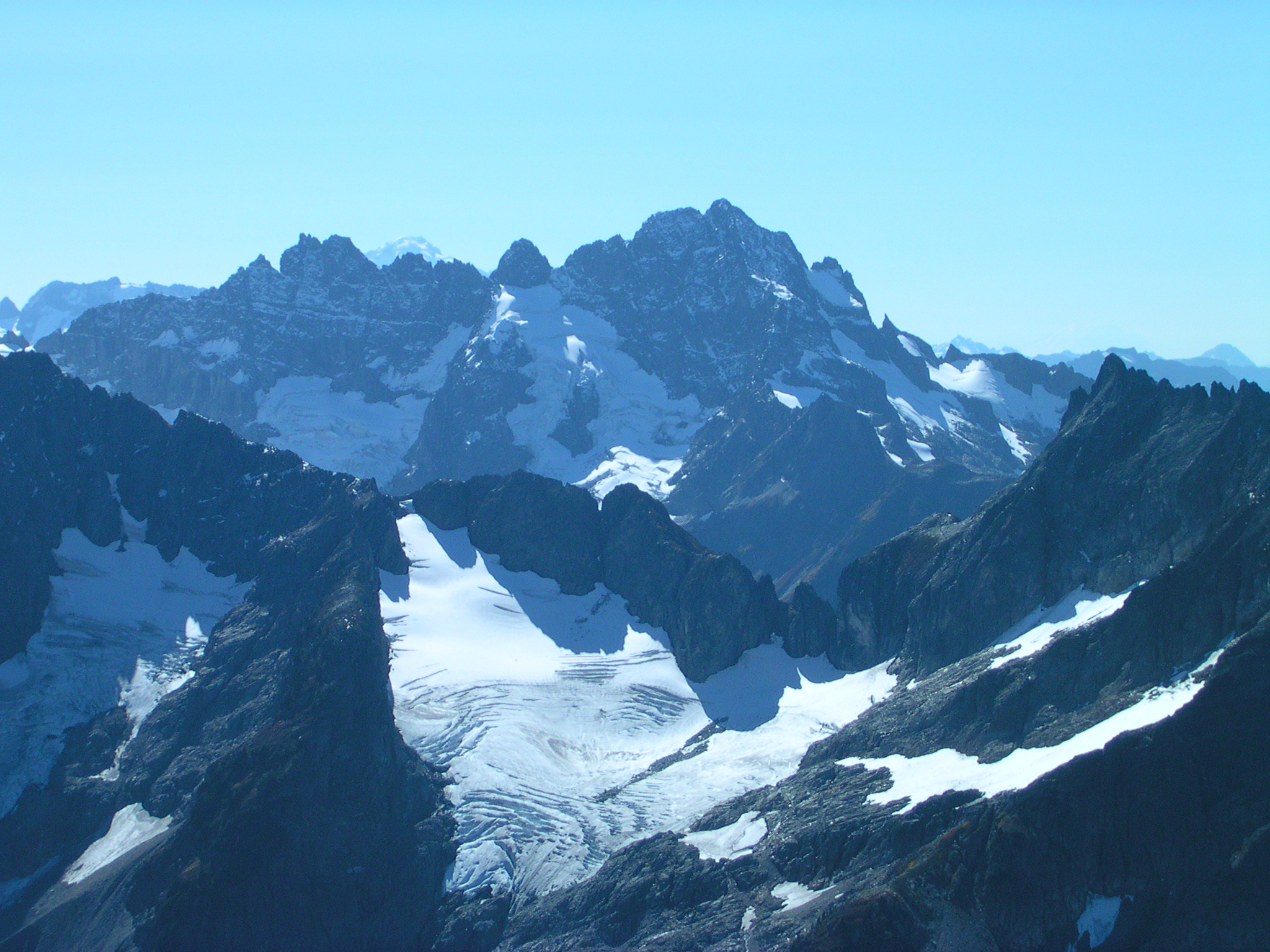
Widok na spływający lodowiec Cache Col oraz panoramę szczytów Gór Kaskadowych

W parku znajduje się ponad 20 szczytów Gór Kaskadowych, których wysokość przekracza 2500 m n.p.m.. Znaczącymi szczytami na które poprowadzone są szlaki są:
- Glacier Peak - 3213 m n.p.m.
- Bonanza Peak - 2899 m n.p.m.
- Mount Fernow - 2819 m n.p.m.
- Seven Fingered Jack - 2774 m n.p.m.
- Mount Maude - 2761 m n.p.m.
- Copper Peak - 2732 m n.p.m.
- Dome Peak - 2725 m n.p.m.
- Fortress Mountain - 2670 m n.p.m.
- Clark Mountain - 2622 m n.p.m.
- Buck Mountain - 2599 m n.p.m.
- Chiwawa Mountain - 2578 m n.p.m.
- Sinister Peak - 2578 m n.p.m.
- Emerald Peak - 2567 m n.p.m.
- Dumbell Mountain - 2567 m n.p.m.
- Greenwood Mountain - 2565 m n.p.m.
- Saska Peak - 2562 m n.p.m.
- Pinnacle Mountain - 2560 m n.p.m.
- Lahuna Peak - 2560 m n.p.m.
- South Spectacle Butte - 2558 m n.p.m.
- Devore Peak - 2554 m n.p.m.
- Mount Formidable - 2537 m n.p.m.
- Tupshin Peak - 2535 m n.p.m.
- Flora Peak - 2535 m n.p.m.